# International Film Festival of India
L'International Film Festival of India (IFFI), fondato nel 1952, è un festival cinematografico che si svolge ogni anno nella città di Goa, sulla costa ovest dell'India, nel mese di novembre.

## Albo d'oro

### Pavone d'Oro
| Anno | Film                                              | Regista                           | Nazione              |
| ---- | ------------------------------------------------- | --------------------------------- | -------------------- |
| 1965 | Gamperaliya                                       | Lester James Peries               | Sri Lanka            |
| 1987 | Wisdom Tree                                       | Rajan Khosa                       | India                |
| 2003 | Alle cinque della sera (Panj è asr)               | Samira Makhmalbaf                 | Iran / Francia       |
| 2004 | The Beautiful City (Shah-re ziba )                | Asghar Farhadi                    | Iran                 |
| 2005 | Jazireh ahani                                     | Mohammad Rasoulof                 | Iran                 |
| 2006 | Nirontor                                          | Abu Sayeed                        | Bangladesh           |
| 2007 | Swopnodanay                                       | Golam Rabbany Biplob              | Bangladesh           |
| 2007 | Más que a nada en el mundo                        | Andrés León Becker e Javier Solar | Messico              |
| 2008 | Tulpan - La ragazza che non c'era (Tulpan)        | Sergey Dvortsevoy                 | Kazakistan / Russia  |
| 2009 | Gagma napiri                                      | George Ovashvili                  | Georgia / Kazakistan |
| 2010 | Moner Manush                                      | Gautam Ghose                      | India                |
| 2011 | Porfirio                                          | Alejandro Landes                  | Colombia / Argentina |
| 2012 | Thy Womb (Sinapupunan)                            | Brillante Mendoza                 | Filippine            |
| 2013 | A Guerra da Beatriz                               | Luigi Acquisto e Bety Reis        | Timor Est            |
| 2014 | Leviathan (Leviafan)                              | Andrej Zvjagincev                 | Russia               |
| 2015 | El abrazo de la serpiente                         | Ciro Guerra                       | Colombia             |
| 2016 | Dokhtar                                           | Reza Mirkarimi                    | Iran                 |
| 2017 | 120 battiti al minuto (120 battements par minute) | Robin Campillo                    | Francia              |
| 2018 | Donbass                                           | Serhij Loznycja                   | Ucraina              |
| 2019 | Les Particules                                    | Blaise Harrison                   | Francia / Svizzera   |
| 2020 | De forbandede år                                  | Anders Refn                       | Danimarca            |
| 2021 | Ring Wandering                                    | Masakazu Kaneko                   | Giappone             |
| 2022 | Tengo sueños eléctricos                           | Valentina Maurel                  | Spagna               |